# Nicolas Marin
Nicolas Marin (Marseille, 29 de abril de 1980) é um futebolista francês que joga na posição de médio.